# 横浜市立美しが丘小学校
横浜市立美しが丘小学校（よこはましりつ うつくしがおかしょうがっこう）は、神奈川県横浜市青葉区美しが丘二丁目にある公立小学校。

## 概要
通称は「美小（びしょう）」青葉区北部、東急多摩田園都市の美しが丘にある小学校である。開校3ヶ月前に元石川町から分離新設された美しが丘に最初に建設された学校として1969年（昭和44年）4月1日に港北区（緑区を経て現:青葉区）美しが丘二丁目25番地に開校。11月22日に美しが丘二丁目29番地に移転し、現在に至るまで同地に位置する。
学力が非常に高く、私立中学校へ進学する児童も多い。クラス数は、1年3クラス。2～6年2クラスの全13クラス（平成27年度）

## 沿革
- 1969年（昭和44年）
  - 4月1日 - プレハブ校舎で開校。
  - 11月22日 - 現在の場所に校舎移転、校章制定。
  - 11月24日 - 校旗制定
- 1970年（昭和45年）8月19日 - 新館が完成。ただし現在でも4階のみ連絡階段がなく、5・6年生の教室から音楽室や視聴覚室へ行くには一度3階へ下りる必要がある。
- 1973年（昭和48年）4月1日 - 応急措置として北分校（現:美しが丘中学校）が建設され開校。24教室、4特別教室の3・4・5年分校であった。
- 1974年（昭和49年）12月2日 - プールが完成。
- 1975年（昭和50年）2月14日 - 体育館完成。
- 1976年（昭和51年）4月1日 - 元石川小学校の開校により、児童86名が転籍した。
- 1978年（昭和53年）4月1日 - 美しが丘東小学校が分離開校したことにより、児童786名、職員30名が転籍。同時に北分校は美しが丘中学校に改組。
- 1979年（昭和54年）11月22日 - 校歌が制定された。
- 1999年（平成11年）11月13日 - 創立30周年お祝いの会が開催された。
- 2006年（平成18年）7月25日 - 美しが丘二丁目25番地1、26・27番地を美しが丘東小学校との特別調整通学区域とする[2]。
- 2014年（平成26年） - 青葉区20周年空撮。

## 教育目標
『元気いっぱい　友達いっぱい　すすんで学ぼう　 夢つくろう』

## 通学区域
- 横浜市青葉区
  - 美しが丘一丁目10番地以降、二丁目23番地、25番地1、26番地～28番地、三丁目の全域（二丁目25番地1、26番地・27番地は美しが丘東小学校との特別調整通学区域）[3]

## 学校行事
- 運動会
- 全校遠足
- 音楽発表会（スマイルコンサート）
- 学習発表会（美小フェスタ）
- 横浜市立美しが丘東小学校との球技交流会（バスケットボール、サッカー）
- 4年生上郷宿泊体験学習（令和2年度予定）
- 5年生西湖宿泊体験学習（令和2年度予定）
- 6年生日光宿泊体験学習（令和2年度予定）
- 卒業証書授与式
- 入学式
- 地域清掃
- 横浜市立小学校体育大会参加
- 横浜市立小学校実技発表会参加(平成27年度)
- 全国学力・学習状況調査
- 横浜市学力・学習状況調査
- 卒業を祝う会

## 交通
- 東急田園都市線たまプラーザ駅徒歩13分
- 東急バス団地前バス停降車徒歩4分